# Cyrtolobus discoidalis
Cyrtolobus discoidalis är en insektsart som beskrevs av Emmons 1854 157 . Cyrtolobus discoidalis ingår i släktet Cyrtolobus och familjen hornstritar. Inga underarter finns listade i Catalogue of Life.